# Eurojet
Eurojet és un consorci europeu integrat per diferents companyies.
Liderada pel grup anglès Rolls-Royce, aquest grup va dur a terme el turboreactor EJ200, que equipa a l'Eurofighter Typhoon.
El 1986 es va formar el consorci, que està format per les companyies següents : Rolls-Royce (Regne Unit), amb un 33% del desenvolupament i un 34,5% de la producció. MTU Aero Engines (Alemanya), amb el 33% desenvolupament i el 30% producció. Avio (Itàlia), amb el 21% desenvolupament i 19,5% producció i Industria de Turbo Propulsores S.A. (Espanya), amb seu a Madrid, amb el 13% i 16% respectivament. El desembre del 2006, ja havien completat la primera fase de fabricació, amb l'entrega de 363 turboreactors.
En aquest període el mateix consorci va constituir Eurojet Gmbh per a gestionar la producció i el suport de manteniment i vendes de l'EJ200.
Sembla que hi ha nous projectes de nous turboreactors com el EJ230 de 112 a 116 kN d'empenta, una altra versió sense post cremador d'uns 60 kN.